# Alawa
Alawa är ett australiskt språk som talades av 18 personer år 1991. Alawa talas i Nordterritoriet. Alawa tillhör de gunwingguanska språken..